# Будкі (Ґарволінський повіт)
Будкі (пол. Budki) — село в Польщі, у гміні Желехув Ґарволінського повіту Мазовецького воєводства.
У 1975-1998 роках село належало до Седлецького воєводства.